# Beşiktaş Jimnastik Kulübü 2017-2018 (pallavolo femminile)
Questa voce raccoglie le informazioni riguardanti il Beşiktaş Jimnastik Kulübü nelle competizioni ufficiali della stagione 2017-2018.

## Organigramma societario
Area direttiva
- Presidente: Yıldırım Demirören

Area tecnica
- Allenatore: Kamil Söz
- Allenatore in seconda: Burçin Kundak
- Scoutman: Sefa Gökburun

## Rosa
| N° | Nome                 | Ruolo | Data di nascita   | Nazionalità sportiva |
| -- | -------------------- | ----- | ----------------- | -------------------- |
| 1  | Maja Tokarska        | C     | 22 febbraio 1991  | Polonia              |
| 3  | Seda Uslu            | P     | 30 ottobre 1993   | Turchia              |
| 5  | Şeyma Ercan          | S     | 5 luglio 1994     | Turchia              |
| 6  | Ceylan Arısan        | C     | 1º gennaio 1994   | Turchia              |
| 7  | Olesja Rychljuk      | O     | 11 dicembre 1987  | Ucraina              |
| 8  | Dilara Bilge         | O     | 20 agosto 1990    | Turchia              |
| 9  | Marharyta Stepanenko | S     | 25 aprile 1993    | Azerbaigian          |
| 10 | Merve Gülaç          | C     | 29 agosto 1987    | Turchia              |
| 11 | Hümay Topaloğlu      | S     | 3 agosto 1996     | Turchia              |
| 12 | Pınar Eren           | L     | 12 dicembre 1986  | Turchia              |
| 14 | Simay Gazi           | P     | 8 febbraio 1998   | Turchia              |
| 15 | Tuğçe Ersan          | L     | 17 ottobre 1999   | Turchia              |
| 17 | İremnur Elmas        | C     | 9 maggio 2000     | Turchia              |
| 18 | Pelin Beydüz         | L     | 18 agosto 1996    | Turchia              |
| 19 | Ol'ga Birjukova      | S     | 19 settembre 1994 | Russia               |

## Statistiche

### Statistiche di squadra
| Competizione     | Punti  | In casa | In casa | In casa | In trasferta | In trasferta | In trasferta | Totale | Totale | Totale |
| Competizione     | Punti  | G       | V       | P       | G            | V            | P            | G      | V      | P      |
| ---------------- | ------ | ------- | ------- | ------- | ------------ | ------------ | ------------ | ------ | ------ | ------ |
| Sultanlar Ligi   | 30,155 | 14      | 6       | 8       | 14           | 5            | 9            | 28     | 11     | 17     |
| Coppa di Turchia | -      | 1       | 1       | 0       | 1            | 0            | 1            | 3      | 1      | 2      |
| Totale           | -      | 15      | 7       | 8       | 15           | 5            | 10           | 31     | 12     | 19     |

G = partite giocate; V = partite vinte; P = partite perse

### Statistiche dei giocatori
| Giocatore     | Campionato | Campionato | Campionato | Campionato | Campionato | Coppa di Turchia | Coppa di Turchia | Coppa di Turchia | Coppa di Turchia | Coppa di Turchia | Totale | Totale | Totale | Totale | Totale |
| Giocatore     | P          | PT         | AV         | MV         | BV         | P                | PT               | AV               | MV               | BV               | P      | PT     | AV     | MV     | BV     |
| ------------- | ---------- | ---------- | ---------- | ---------- | ---------- | ---------------- | ---------------- | ---------------- | ---------------- | ---------------- | ------ | ------ | ------ | ------ | ------ |
| C. Arısan     | 24         | 101        | 56         | 25         | 20         | 2                | 3                | 1                | 1                | 1                | 26     | 104    | 57     | 26     | 21     |
| D. Bilge      | 26         | 99         | 53         | 30         | 16         | 3                | 25               | 7                | 13               | 5                | 29     | 124    | 60     | 43     | 21     |
| P. Beydüz     | 0          | 0          | 0          | 0          | 0          | 0                | 0                | 0                | 0                | 0                | 0      | 0      | 0      | 0      | 0      |
| O. Birjukova  | 28         | 271        | 214        | 35         | 22         | 3                | 16               | 13               | 3                | 0                | 31     | 287    | 227    | 38     | 22     |
| İ. Elmas      | 0          | 0          | 0          | 0          | 0          | 0                | 0                | 0                | 0                | 0                | 0      | 0      | 0      | 0      | 0      |
| Ş. Ercan      | 28         | 298        | 237        | 29         | 32         | 2                | 0                | 0                | 0                | 0                | 30     | 298    | 237    | 29     | 32     |
| P. Eren       | 28         | 1          | 1          | 0          | 0          | 3                | 0                | 0                | 0                | 0                | 31     | 1      | 1      | 0      | 0      |
| T. Ersan      | 7          | 0          | 0          | 0          | 0          | 1                | 0                | 0                | 0                | 0                | 8      | 0      | 0      | 0      | 0      |
| S. Gazi       | 25         | 3          | 0          | 1          | 2          | 3                | 0                | 0                | 0                | 0                | 28     | 3      | 0      | 1      | 2      |
| M. Gülaç      | 1          | 0          | 0          | 0          | 0          | 0                | 0                | 0                | 0                | 0                | 1      | 0      | 0      | 0      | 0      |
| O. Rychljuk   | 28         | 590        | 504        | 52         | 34         | 3                | 49               | 39               | 7                | 3                | 31     | 639    | 543    | 59     | 37     |
| M. Stepanenko | 23         | 48         | 38         | 10         | 0          | 3                | 19               | 14               | 4                | 1                | 26     | 67     | 52     | 14     | 1      |
| M. Tokarska   | 28         | 196        | 93         | 71         | 32         | 3                | 24               | 11               | 9                | 4                | 31     | 220    | 104    | 80     | 36     |
| H. Topaloğlu  | 23         | 66         | 46         | 11         | 9          | 3                | 33               | 29               | 3                | 1                | 26     | 99     | 75     | 14     | 10     |
| S. Uslu       | 28         | 59         | 17         | 13         | 29         | 3                | 3                | 1                | 1                | 1                | 31     | 62     | 18     | 14     | 30     |

P = presenze; PT = punti totali; AV = attacchi vincenti; MV = muri vincenti; BV = battute vincenti